# Evan Dunfee
Evan Dunfee (* 28. September 1990 in Richmond, British Columbia) ist ein kanadischer Geher.
Bei den Commonwealth Games 2010 in Neu-Delhi wurde er Sechster im 20-km-Gehen.
2013 kam er bei den Leichtathletik-Weltmeisterschaften in Moskau im 50-km-Gehen auf den 36. Platz und gewann bei den Spielen der Frankophonie Bronze über 20 km.
Bei den Panamerikanischen Spielen 2015 in Toronto siegte er über 20 km.
2021 belegte Dunfee bei den Olympischen Sommerspielen von Tokio im Ausweichort Sapporo über 50 km mit 3:50:59 h den 3. Platz. Erst auf den letzten Metern fing er den bis dahin noch Drittplatzierten Marc Tur im Kampf um Bronze ab.

## Persönliche Bestzeiten
- 5000 m Gehen: 18:53,06 min, 5. April 2014, Vancouver
  - Halle: 19:23,44 min, 21. Februar 2015, Montreal
- 10.000 m Gehen: 38:54,20 min, 7. Juli 2019, Kamloops
- 10 km Gehen: 40:19 min, 22. Juni 2013, Moncton
- 20 km Gehen: 1:20:13 h, 4. Mai 2014, Taicang
- 50 km Gehen: 3:41:38 h, 19. August 2016, Rio de Janeiro